# Robert Sobera
Robert Sobera (Polonia, 19 de enero de 1991) es un atleta polaco, especialista en la prueba de salto con pértiga en la que llegó a ser campeón europeo en 2016.

## Carrera deportiva
En el Campeonato Europeo de Atletismo de 2016 ganó la medalla de oro en el salto con pértiga, saltando por encima de 5.60 metros, por delante del checo Jan Kudlička (plata también con 5.60 metros pero en más intentos) y del esloveno Robert Renner (bronce con 5.50 metros).